# عبد العزيز الظفيري (لاعب كرة قدم كويتي)
عبد العزيز فرحان نبهان الظفيري ، لاعب كرة قدم كويتي. يلعب مع نادي الساحل الكويتي.